# Guillaume Duchenne

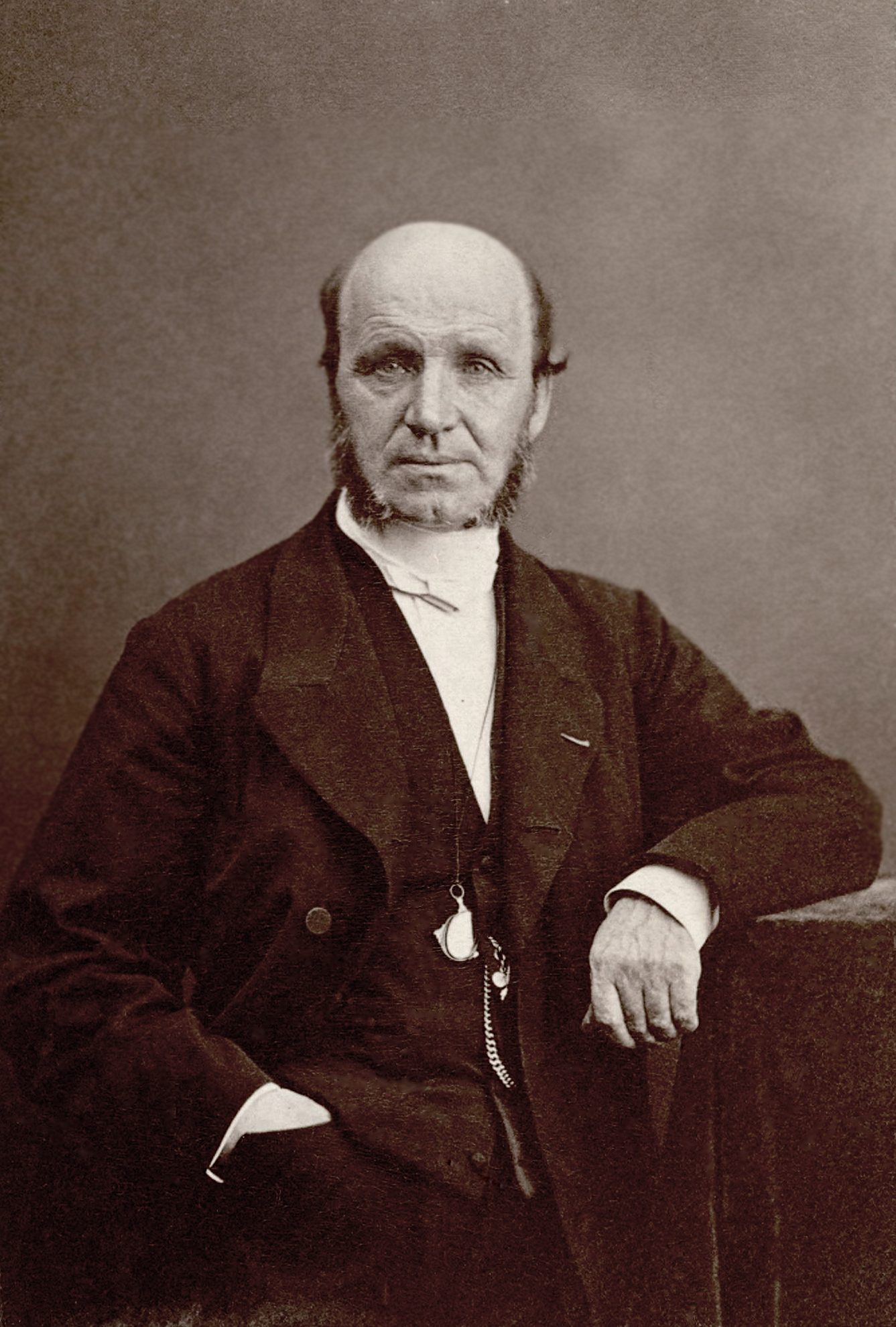
Guillaume Benjamin Amand Duchenne

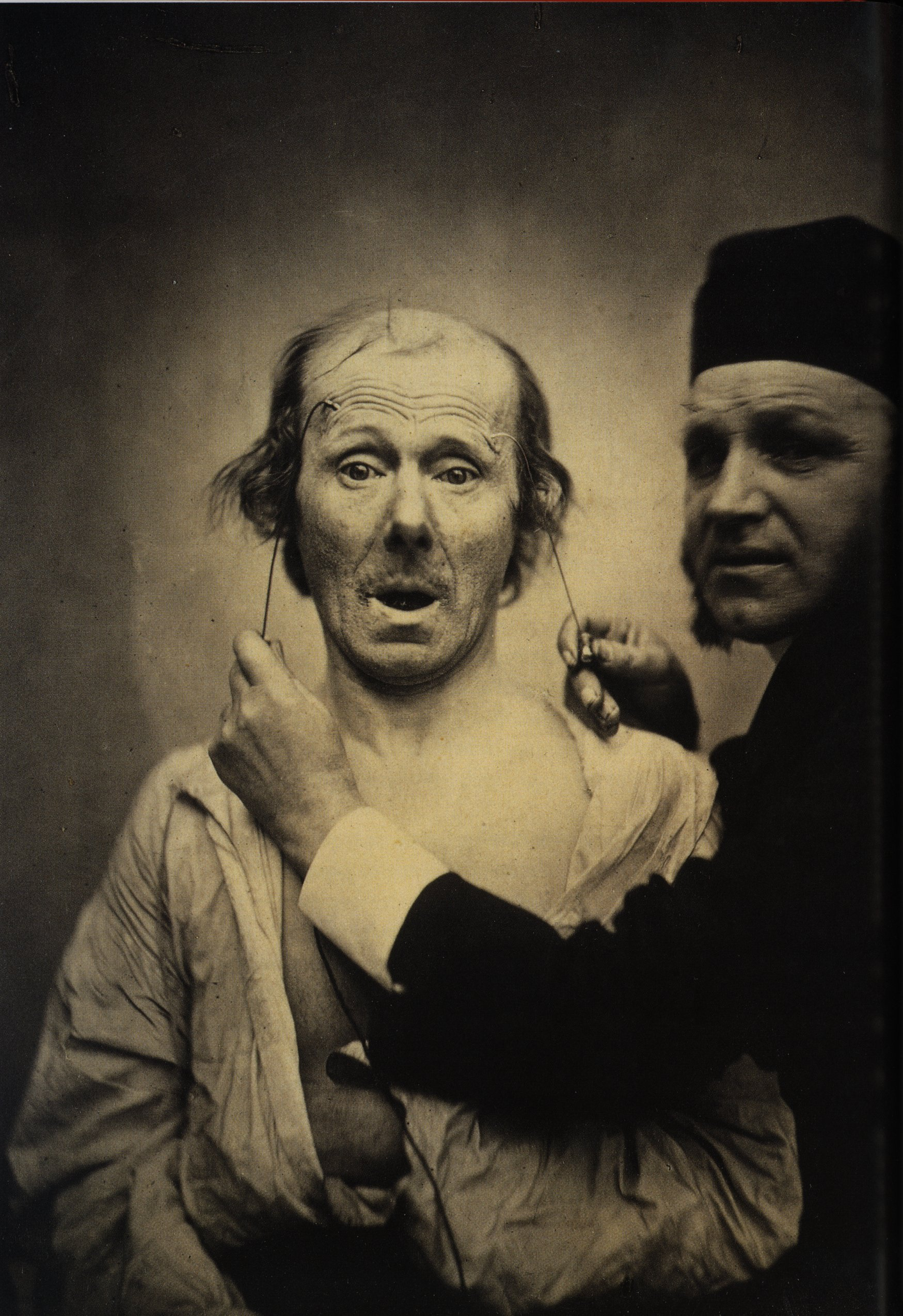
Guillaume Benjamin Amand Duchenne i jego pacjent

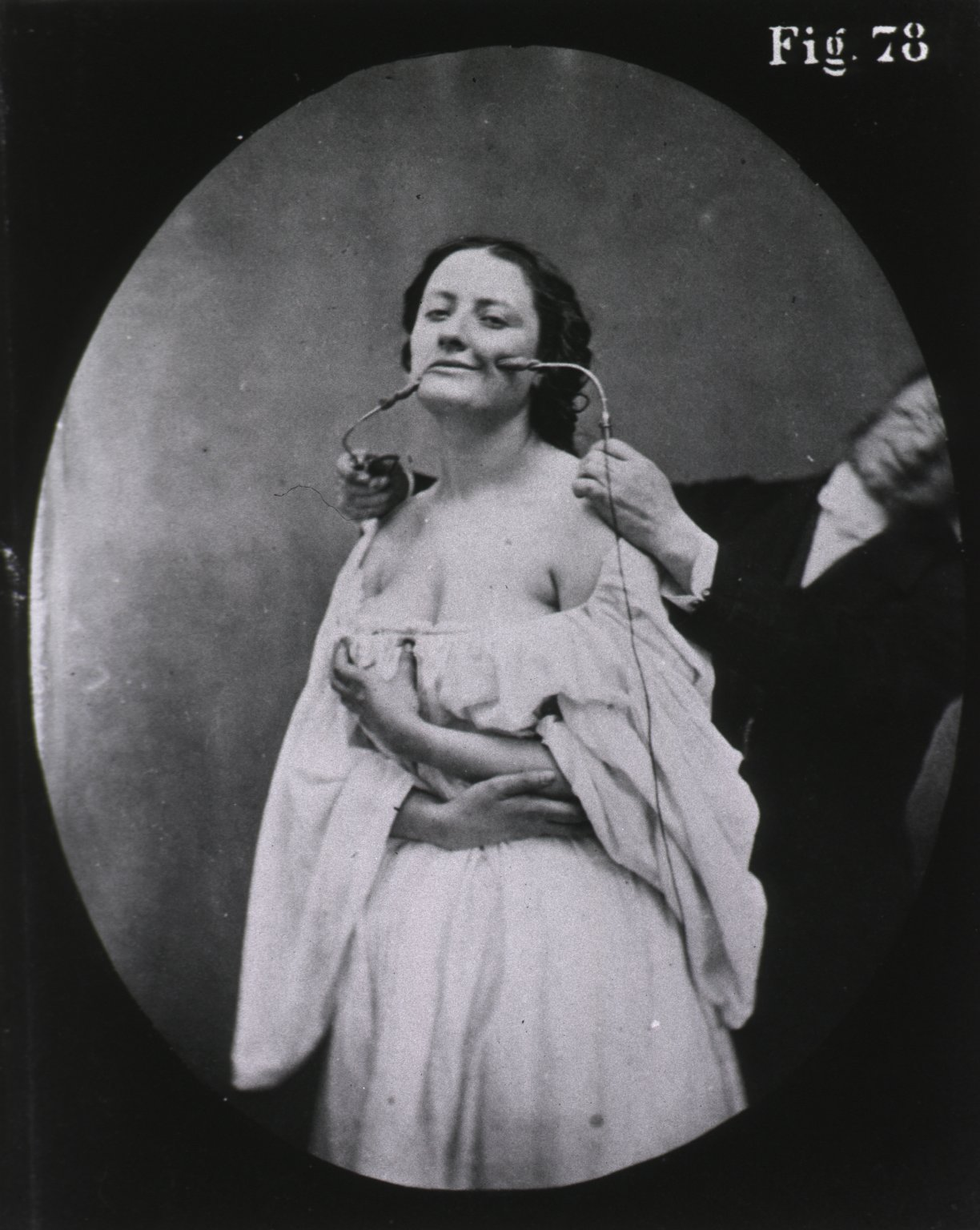
Inne zdjęcie ilustrujące doświadczenia Duchenne’a

Guillaume Benjamin Amand Duchenne (ur. 17 września 1806 w Boulogne-sur-Mer, zm. 15 września 1875 w Paryżu) – francuski lekarz neurolog.

## Życiorys
Duchenne ukończył szkołę w Douai i studiował medycynę w Paryżu. Jego nauczycielami byli René Laënnec, Guillaume Dupuytren, François Magendie i Jean Cruveilhier. Od 1831 roku praktykował w Bolonii. Od 1833 roku prowadził doświadczenia nad stosowaniem elektryczności w medycynie. Badania te kontynuował od 1842 roku w Paryżu.
Zmarł na udar mózgu w 1875 roku.

## Dorobek naukowy
W jego dorobku naukowym znajduje się jeden z pierwszych opisów dystrofii mięśniowej zwanej do dziś na jego cześć dystrofią Duchenne’a; prace na temat czynnościowej lokalizującej elektrostymulacji w badaniu neurologicznym; ataksji wiądowej; zapalenia rogów przednich rdzenia; postępującego porażenia opuszkowego; zatruć ołowiem. Był jednym z pierwszych lekarzy wykonujących biopsje. Jego prace należą do pierwszych, w których przedstawiono zdjęcia pacjentów.

## Wybrane prace
- Essai sur la brûlure (1833)
- Contributions à l'étude du système nerveux et du système musculaire. J.B. Baillière, 1851
- Étude comparée de lésions anatomiques dans l'atrophie musculaire progressive et dans la paralysie générale. Union médicale 7, s. 202 (1853)
- De l'Électrisation localisée et de son application à la physiologie, à la pathologie et à la thérapeutique (1855)
- Mécanisme de la physionomie humaine, ou Analyse électro-physiologique de l'expression des passions applicable à la pratique des arts plastiques. Paris, Vve. J. Renouard, 1862
- Album de photographies pathologiques complémentaire du livre intitulé de l'électrisation localisée. Paris, Ballière et fils, 1862
- Physiologie des mouvements démontrée à l'aide de l'expérimentation électrique et de l'observation clinique, et applicable à l'étude des paralysies et des déformations (1867)
- Selections from the clinical works of Dr. Duchenne (de Boulogne) (1883)
- A Treatise on Localized Electrization: And Its Applications to Pathology and Therapeutics (1871)